# Distretto di Charborjak
Il distretto di Charborjak è un distretto della provincia del Nimruz, nell'Afghanistan sudoccidentale, al confine con Iran e Pakistan.
Il distretto ha dato i natali a Abdul Karim Brahui, governatore del distretto stesso e ministro afghano.